# ウェスト・ロージアン統監
ウェスト・ロージアン統監（ウェスト・ロージアンとうかん、英語: Lord Lieutenant of West Lothian）は、イギリスの官職。
統監の1つで、ウェスト・ロージアンを担当する。

## 解説
1789年に勃発したフランス革命がヨーロッパ諸国に飛び火するとともに1792年にはスコットランド各地で暴動がおこり、地方政府の対応に不満を感じたイギリス政府は1794年にイングランドの統監職をスコットランドでも常設職として設立した。ウェスト・ロージアンは公式には1925年にリンリスゴーシャーから改称されており、統監職の旧称はリンリスゴーシャー統監（英: Lord Lieutenant of Linlithgowshire、表記ゆれとしてLieutenant of the Shire of Linlithgowなど）だった。

## 一覧
- 1794年3月17日 – 1816年5月29日：第3代ホープトン伯爵ジェームズ・ホープ＝ジョンストン（英語版）[4]
- 1816年6月25日 – 1823年8月27日：第4代ホープトン伯爵ジョン・ホープ（英語版）[4]
- 1823年8月28日 – 1824年11月22日：空位[4]
- 1824年11月23日 – 1843年4月8日：第5代ホープトン伯爵ジョン・ホープ[4]
- 1843年4月20日 – 1863年：第4代ローズベリー伯爵アーチボルド・プリムローズ[4]
- 1863年10月1日 – 1873年4月2日：第6代ホープトン伯爵ジョン・ホープ[4]
- 1873年6月5日 – 1929年5月21日：第5代ローズベリー伯爵アーチボルド・プリムローズ[3][4]
- 1929年10月8日 – 1952年1月5日：第2代リンリスゴー侯爵ヴィクター・ホープ[4]
- 1952年5月28日 – 1964年：ヘンリー・モウブレー・カデル（英語版）[4]
- 1964年10月14日 – 1985年：第3代リンリスゴー侯爵チャールズ・ホープ（英語版）[4]
- 1985年6月27日 – 2001年：第21代モートン伯爵ジョン・ダグラス（英語版）[4]
- 2002年6月11日 – 2017年9月20日：イソベル・ガニング・ブライディー[4][5]
- 2017年9月20日 – ：モイラ・ニヴェン[5]